# Фред Надель
Фред Надель (24 квітня 1903, Львів — 14 січня 1956, Канберра) — британський антрополог, що спеціалізувався на африканській етнології.

## Біографія
Зігфрід Фердинанд Стефан Надель народився 24 квітня 1903 року у Львові, Галичина. Його батько Моріц був старшим юристом на залізниці, переїхав до Відня у 1912 році. Після навчання у Державній реальній гімназії (Відень) у 1913—1921 роках, вступив до Музичної академії Віденського університету. Ранні його амбіції полягали в тому, щоб бути диригентом і композитором. Він був надзвичайно талановитим ерудитом. Музика привела його до психології музики, а загальна психологія була в той час пов'язана з філософією. У листопаді 1925 року він написав дисертацію (з музикознавства). Того року працював тимчасовим помічником диригента в Дюссельдорфському оперному театрі. Наступного року він одружився з Лісбет Браун (нар. 1900), також музикознавцем.

## Кар'єра
У 1927 році заснував власну оперну трупу, яка гастролювала Чехословаччиною. Провівши короткий час в Англії в літній музичній школі, він повернувся до Відня, де продовжив працювати музикознавцем, розвиваючи інтерес до африканської, яванської та кавказької музики. У Музичній консерваторії він сортував етно-музичні папери Рудольфа Поха, а пізніше каталогізував музичні інструменти. Він підтримував інтерес до психології і був активним учасником психологічних колоквіумів Карла Бюлера. Він також працював асистентом у Психологічному інституті.
10 грудня 1930 року Надель без успіху проходив габілітацію — Der Duale Sinn der Music («Подвійна природа музики: музична типологія»). Нездача була результатом професійної та дисциплінарної боротьби, уважне читання протоколу зустрічі, однак, розкриває прихований антисемітизм, який у той час широко зростав у Відні.
Протягом цього періоду Надель працював асистентом у Психологічному інституті та дедалі більше цікавився етномузикологією. Він продюсував музичні радіопрограми для Віденського радіо, які містили обговорення незахідної музики, а у 1930 році написав твір для маримби. Це переросло в інтерес до антропології Африки, який заохочував Дідріх Вестерманн, з яким Надель вивчав музикознавство «примітивних народів» у Фонограмархіві в Берліні та африканські мови в Берлінському університеті.
Надель залишив державну службу у 1946 році і швидко піднявся в британській антропології. Він працював викладачем у Лондонській школі економіки, а потім у 1948 році став керівником кафедри антропології в Даремському університеті. У 1950 році його призначили першим завідувачем кафедри антропології в Австралійському національному університеті:119. Працював радником і виконувачем обов'язків директора Дослідницької школи тихоокеанських (та азійських) досліджень. Щоб працювати над дослідженнями, Надель залишив університет у 1952 році, й отримав призначення деканом школи:126. На початку 1950-х років Надель опублікував ще дві книги «Основи соціальної антропології»(1951) і «Релігія нупе» (1954).
Він несподівано помер у віці 53 років від коронарного тромбозу:117. Його «Теорія соціальної структури» вийшла друком посмертно у 1957 році. Життя та діяльність Наделя вшановують Надельською премією за есеїстику.